# Șotrile
Șotrile es una comuna ubicada en el distrito de Prahova, Rumania.

## Superficie
Posee una superficie de 29,41 kilómetros cuadrados.

## Demografía
Hasta 2021 la población era de 3142 habitantes, con una densidad de población de 106,8 habitantes por kilómetro cuadrado.